# Bill Raymond
Pour les articles homonymes, voir Bill Raymond (homonymie), William Raymond et Raymond.
William Joseph Raymond ou Bill Raymond, né le 9 septembre 1938 à San Francisco, est un acteur américain présent au cinéma, à la télévision, au théâtre et à la radio depuis les années 1960. Il est notamment connu pour avoir joué dans la série télévisée de HBO, Sur écoute.

## Vie et carrière

### Séries télévisées
Il est présent dans les deuxième et cinquième saisons de Sur écoute, dans le rôle du "Grec", le mystérieux chef d'une organisation criminelle internationale. Ses autres apparitions à la télévision incluent Deux Flics à Miami, New York, police judiciaire, New York 911, Ed et As the World Turns.

### Films
Il a joué dans Les Coulisses de l'exploit, Michael Clayton, CHUD, The Crow, Quick Change, How I Got into College, My New Gun, L'armée des douze singes et Dogville. 
Par ailleurs, il interprète le président de la Chambre des représentants des États-Unis Schuyler Colfax dans Lincoln de Steven Spielberg. En 2014, il tient le rôle principal dans le film Foreclosure, face à Michael Imperioli. 

### Théâtre
Raymond est un membre actif et codirecteur artistique du groupe de théâtre expérimental Mabou Mines dans les années 1970 et 1980.  
Il joue Ebenezer Scrooge dans la production d'Hartford Stage d'Un chant de Noël de Charles Dickens pendant 17 ans, se retirant du rôle en 2016,. 
Raymond est également actif aux débuts de la R.G. Davis Mime Troupe à San Francisco dans les années 1960. 

### Radio
Raymond joue le personnage de TJ Teru, archéologue sur Summa Nulla, dans les 13 chapitres de la série audio de Fondation ZBS, Ruby the Galactic Gumshoe, produite de 1982 à 2018. Raymond est également apparu dans d'autres productions ZBS, notamment Saratoga Springs, Saratoga Fat Cats, Do That in Real Life? et l'adaptation audio de Dinotopia.